# Camp de Bremen-Osterort-Reisport
 (octobre 2024).
Si vous disposez d'ouvrages ou d'articles de référence ou si vous connaissez des sites web de qualité traitant du thème abordé ici, merci de compléter l'article en donnant les références utiles à sa vérifiabilité et en les liant à la section « Notes et références ».
 (octobre 2024).

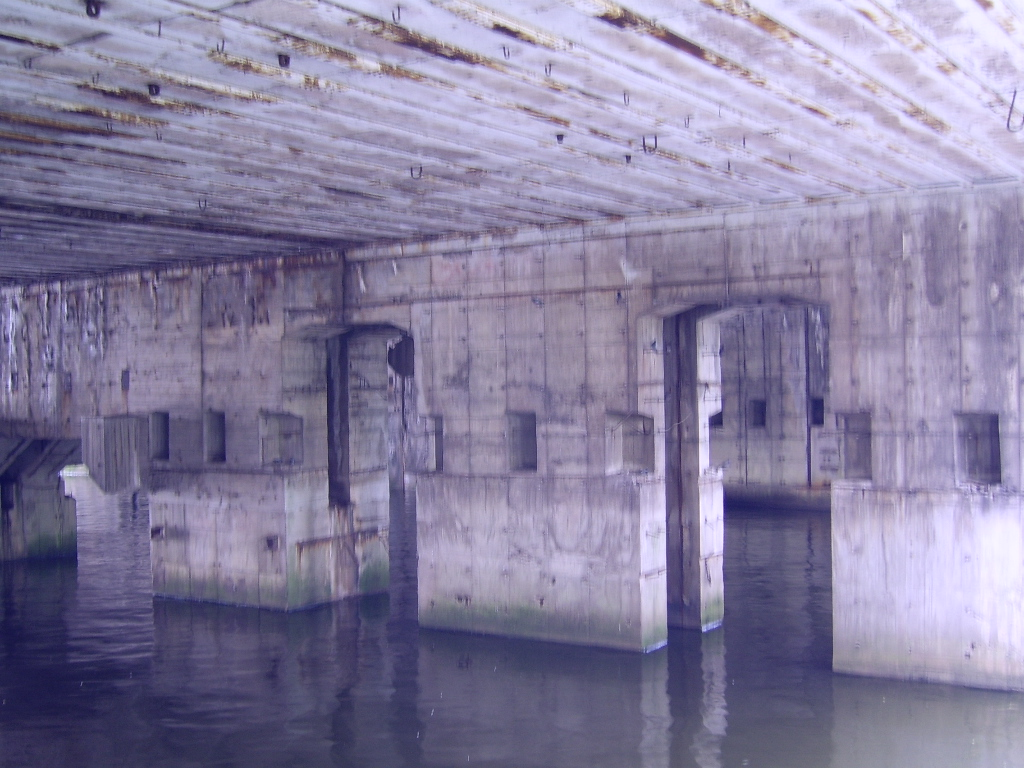
Un des cales du bunker Hornisse, dans la base sous-marine de Brême.

Le camp de travail de Brême-Osterort est une unité de travail forcé dépendant du camp de concentration de Neuengamme et affectée à la construction de bunkers et à l'industrie métallurgique sur le port de Brême.

## Création
Fin novembre 1944, le Kommando extérieur Brême-Neuenland est évacué  en raison des bombardements alliés, et intégralement transféré au Kommando Brême-Osterort.
Les détenus sont hébergés dans les baraquements d’un camp de prisonniers de guerre, sur l'emprise de la Norddeutsche Hütte A.G. une usine métallurgique du groupe Krupp.
les 1 000 détenus participent à la construction du bunker pour sous-marins « Hornisse », supervisée par la marine de guerre, en étroite collaboration avec Deschimag, le chantier naval de Krupp à Brême.
Un détachement d’environ cinquante déportés est désigné pour travailler à l’évacuation des scories du haut-fourneau de la Norddeutsche Hütte A.G.

## Évacuation
Le 6 avril 1945, la SS fait évacuer le camp.
Les détenus sont transférés à Brême-Farge. Une partie d'entre eux est ensuite ramenée à Neuengamme, les autres conduits, à pied ou en train, au camp de Sandbostel, près de Bremervörde.

## Le site dans l'après-guerre
Après la fin de la guerre, des réfugiés de Danzig vivent dans l’ancien camp. De 1947 à 1949, des cadres national-socialistes y sont incarcérés. Ensuite, on y accueille des Tziganes. Depuis 1984, un mémorial se trouve sur le site des aciéries de Brême. Le bunker à sous-marins « Hornisse », dont la construction a été assurée par les déportés, sert aujourd’hui de fondations au bâtiment administratif d’une entreprise. Rien n'y rappelle l’histoire des lieux.